# Enikő Barabás
Enikő Barabás (Reghin, 21 luglio 1986) è una canottiera rumena, vincitrice della medaglia di bronzo nell'8 con a Pechino 2008.

## Palmarès
- Olimpiadi

Pechino 2008: bronzo nell'8 con.
- Campionati europei di canottaggio

2007 - Poznań: argento nel 4 di coppia.
2008 - Maratona: oro nell'8 con.